# Frank Adler
Frank Adler (* 15. April 1945 in Gröditz bei Dresden) ist ein deutscher Sachbuchautor. Er wurde an der Akademie für Gesellschaftswissenschaften beim Zentralkomitee der SED in Ost-Berlin in Soziologe promoviert. Er publiziert zu sozialökologischer Transformation, speziell zu Wachstumskritik und Postwachstum.

## Leben
Adler besuchte von 1951 bis 1956 die Grundschule in Gröditz und dann bis 1961 die Polytechnische Oberschule in Dresden. Es folgte eine Berufsausbildung zum Maschinenbauer (mit Abitur). Dann studierte er von 1964 bis 1969 Philosophie an der Humboldt-Universität zu Berlin. Nach dem Diplom war er als wissenschaftlicher Assistent von Erich Hahn an der Akademie für Gesellschaftswissenschaften beim Zentralkomitee der SED in Ost-Berlin tätig.
Von Oktober 1971 bis Mai 1973 absolvierte er den Grundwehrdienst bei der Nationalen Volksarmee. Während dieser Zeit wurde er 1972 mit einer Arbeit zu sowjetischen Erfahrungen in der Planung der sozialen Entwicklungen von Betriebskollektiven promoviert (Promotion A). Von 1975 bis 1978 arbeitete er am Internationalen Institut für Frieden in Wien und kehrte anschließend wieder an die Akademie für Gesellschaftswissenschaften in Ost-Berlin zurück. Dort erfolgte 1987 seine Promotion B (Thema: Jeder nach seinen Fähigkeiten, jedem nach seiner Leistung. Soziologische Analysen zur Durchsetzung des Leistungsprinzips in unserer Gesellschaft).
Im Jahr 1990 war er Mitbegründer des Brandenburg-Berliner Institut für Sozialwissenschaftliche Studien, BISS e. V. In diesem Rahmen veröffentlichte er u. a. Studien zur postsozialistischen Transformation in der DDR und Ostdeutschland.

## Schriften
- Frank Adler, Petra Wolf-Valerius et al. Ungleiche Ungleichheitskarrieren – Pfade und Wahrnehmungsmuster. Eine Fallstudie zur Mobilität von Angehörigen der DDR-Diensklasse im Transformationsprozeß (1995)
- Frank Adler, Ulrich Schachtschneider: Green New Deal, Suffizienz oder Ökosozialismus? Konzepte für gesellschaftliche Wege aus der Ökokrise, oekom verlag München, 2010, ISBN 978-3-86581-213-1
- Frank Adler (Hrsg.), Ulrich Schachtschneider (Hrsg.): Postwachstumspolitiken Wege zur wachstumsunabhängigen Gesellschaft, oekom verlag München, 2017, ISBN 978-3-86581-823-2
- Wachstumskritik, Postwachstum, Degrowth Wegweiser aus der (kapitalistischen) Zivilisationskrise, oekom Verlag München, 2022, ISBN 978-3-96238-364-0[3]
- Mit Michael Thomas; Ulrich Busch: Transformation im aktuellen Kontext : Chancen – Ambivalenzen – Blockaden, Berlin trafo Wissenschaftsverlag [2019]. OCLC 1140124957